# 少林寺町東
少林寺町東（しょうりんじちょうひがし）は、大阪府堺市堺区にある地名。2024年現在の行政地名は少林寺町東一丁から少林寺町東四丁。住居表示は実施済。

## 地理
堺区の中央部に位置する。南東は永代町、南西は新在家町東、北西は少林寺町西、北東は寺地町東に接する。北西から順に一丁から四丁がある。

## 歴史

### 地名の由来
「少林寺町」の地名は、当地にある少林寺の名に由来する。

### 沿革
はじめ1 - 3丁、1959年（昭和34年）から1 - 4丁がある。
- 1872年（明治5年）、舳松口之町・南大工2丁目・絹屋5丁目・南樽屋町2丁目・少林寺町寺町・少林寺町農人町より少林寺町東成立。堺町のうち。
- 1879年（明治12年）、郡区町村編制法施行により、堺区の所属となる。
- 1889年（明治22年）、市制施行により、堺市の所属となる。
- 1933年（昭和8年）、一部が永代町1 - 6丁となる。
- 1959年（昭和34年）、一部を寺地町東1 - 4丁に編入し、少林寺町の一部を編入[8]。
- 2006年（平成18年）、堺市が政令指定都市に移行し、行政区を設置。少林寺町東は堺区の所属となる。

## 世帯数と人口
2024年（令和6年）5月31日現在の世帯数と人口は以下の通りである。
| 丁             | 世帯数  | 人口  |
| -------------- | ------- | ----- |
| 少林寺町東一丁 | 82世帯  | 112人 |
| 少林寺町東二丁 | 66世帯  | 112人 |
| 少林寺町東三丁 | 120世帯 | 182人 |
| 少林寺町東四丁 | 37世帯  | 42人  |
| 計             | 305世帯 | 448人 |

### 人口の変遷
国勢調査による人口の推移。
| 1995年（平成7年）  | 536人 | [ 9 ]  |  |
| 2000年（平成12年） | 513人 | [ 10 ] |  |
| 2005年（平成17年） | 433人 | [ 11 ] |  |
| 2010年（平成22年） | 463人 | [ 12 ] |  |
| 2015年（平成27年） | 439人 | [ 13 ] |  |
| 2020年（令和2年）  | 464人 | [ 14 ] |  |

### 世帯数の変遷
国勢調査による世帯数の推移。
| 1995年（平成7年）  | 260世帯 | [ 9 ]  |  |
| 2000年（平成12年） | 249世帯 | [ 10 ] |  |
| 2005年（平成17年） | 242世帯 | [ 11 ] |  |
| 2010年（平成22年） | 243世帯 | [ 12 ] |  |
| 2015年（平成27年） | 248世帯 | [ 13 ] |  |
| 2020年（令和2年）  | 299世帯 | [ 14 ] |  |

## 学区
市立小・中学校に通う場合、学区は以下の通りとなる。
| 丁             | 番   | 小学校             | 中学校           |
| -------------- | ---- | ------------------ | ---------------- |
| 少林寺町東一丁 | 全域 | 堺市立少林寺小学校 | 堺市立陵西中学校 |
| 少林寺町東二丁 | 全域 | 堺市立少林寺小学校 | 堺市立陵西中学校 |
| 少林寺町東三丁 | 全域 | 堺市立少林寺小学校 | 堺市立陵西中学校 |
| 少林寺町東四丁 | 全域 | 堺市立少林寺小学校 | 堺市立陵西中学校 |

## 事業所
2021年（令和3年）現在の経済センサス調査による事業所数と従業員数は以下の通りである。
| 丁             | 事業所数 | 従業員数 |
| -------------- | -------- | -------- |
| 少林寺町東一丁 | 8事業所  | 32人     |
| 少林寺町東二丁 | 9事業所  | 50人     |
| 少林寺町東三丁 | 6事業所  | 28人     |
| 少林寺町東四丁 | 5事業所  | 32人     |
| 計             | 28事業所 | 142人    |

## 交通

### 鉄道
- 阪堺電気軌道阪堺線 - 寺地町停留場

### 道路
- 国道26号
- 大道筋（大阪府道197号深井畑山宿院線）

## 施設
- 堺市立少林寺小学校
- 少林寺
- 浄専寺
- 引接寺跡
- 土居川公園

## 郵便
- 郵便番号：590-0963[3]（集配局：堺郵便局[17]）。

## ギャラリー

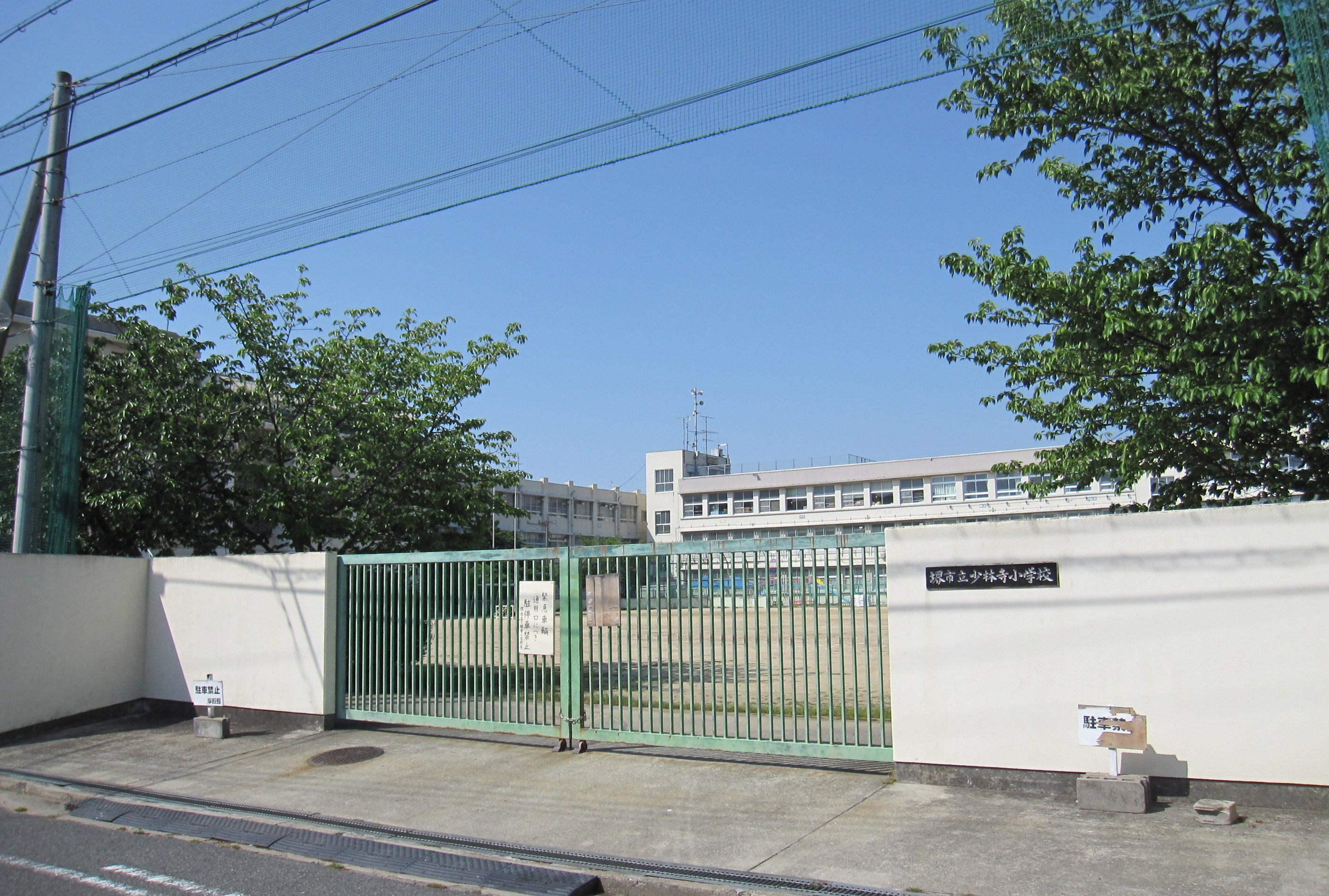
堺市立少林寺小学校
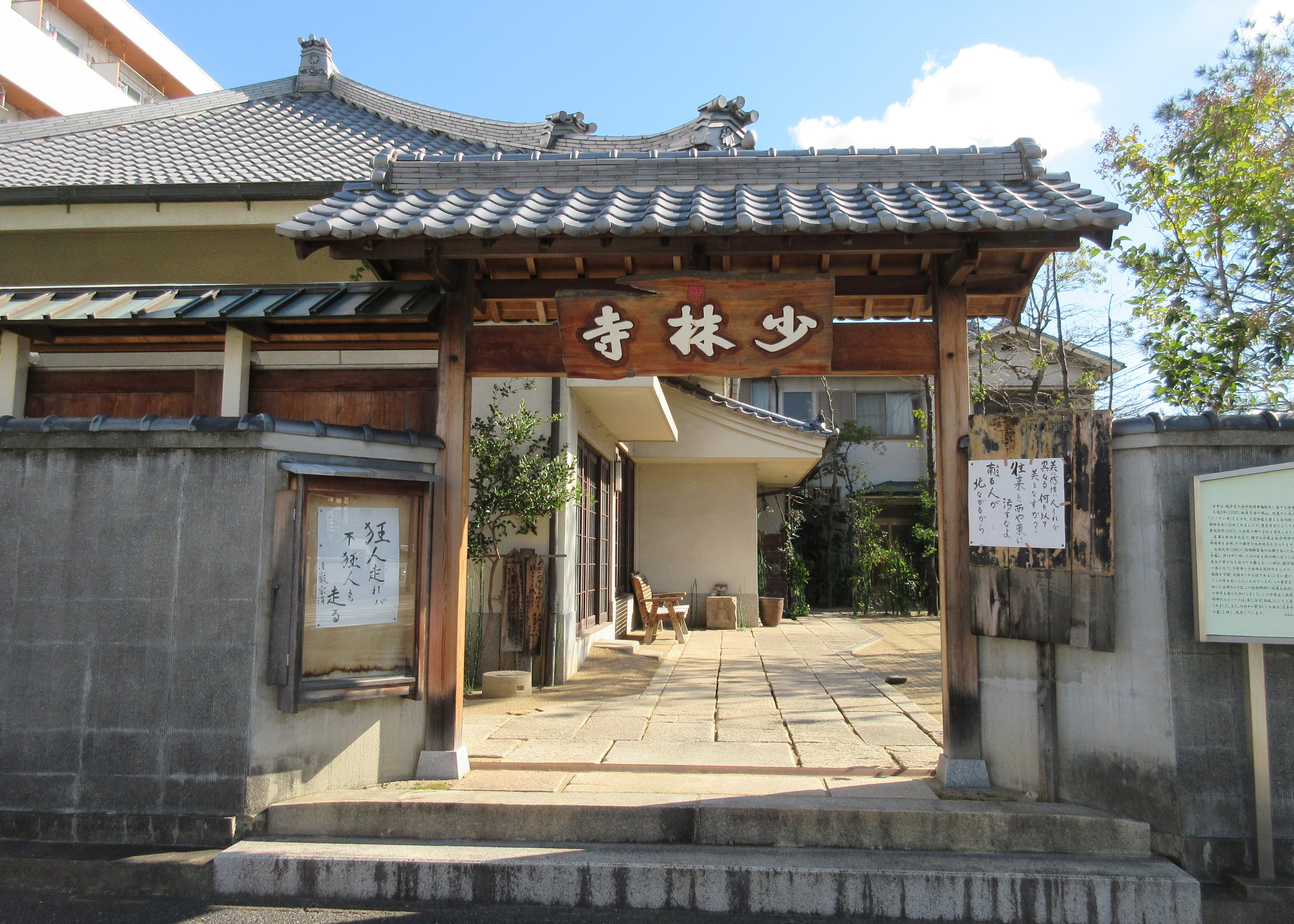
少林寺
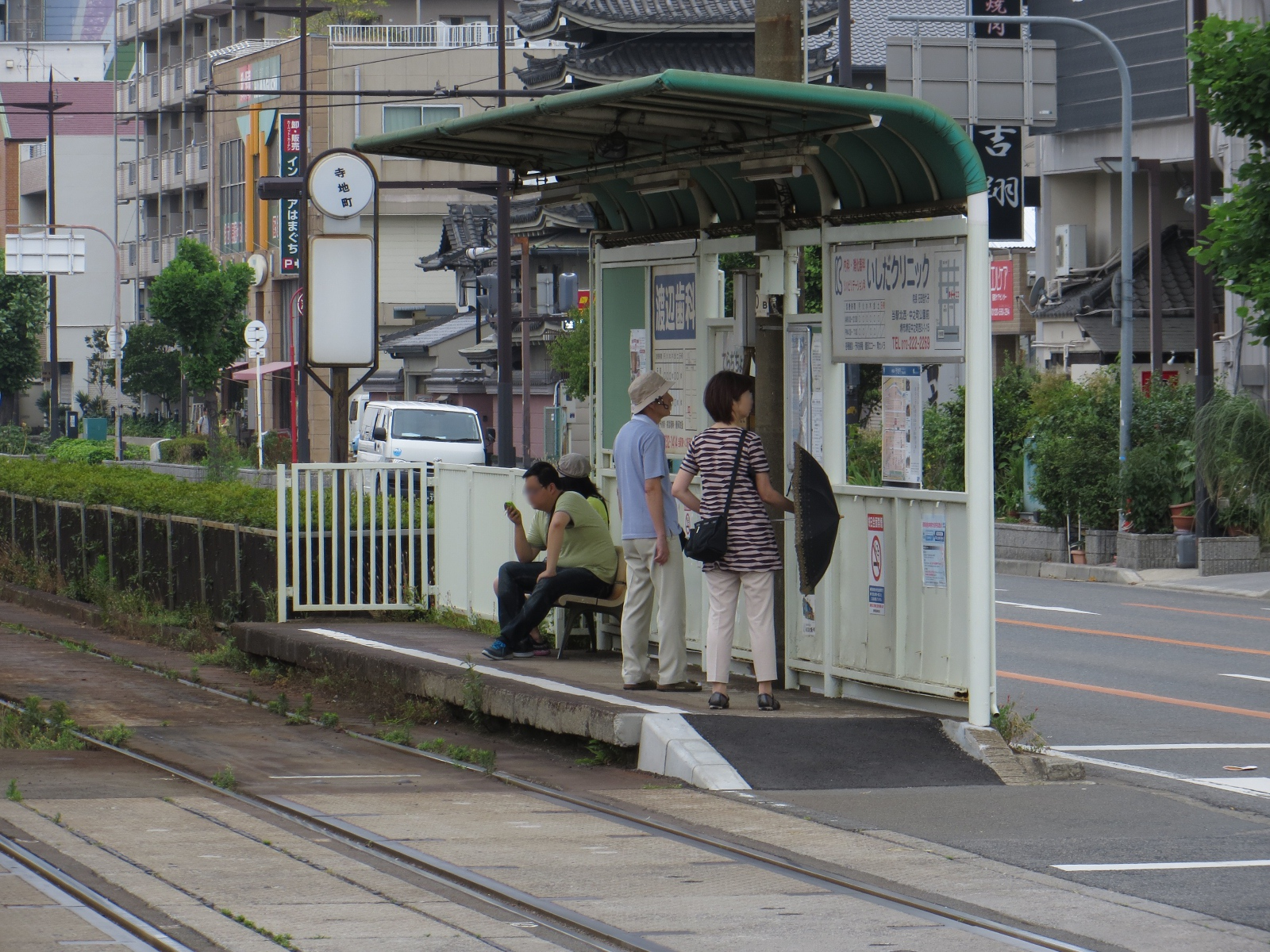
阪堺電気軌道阪堺線 寺地町停留場